# Бангкокски залив
Бангкокски залив (тај. อ่าวของกรุงเทพฯ) је најсеверније део Тајланског залива. У овом заливу уливају се највеће Тајланске реке Чаупхраја, Тхачин, Миаклонг и Бенпаконг.